# South Boston
Cet article concerne le quartier de Boston. Pour la municipalité de Virginie, voir South Boston (Virginie).
South Boston est un quartier densément peuplé de la ville de Boston, dans l'État du Massachusetts, aux États-Unis, situé au sud et à l'est du canal de Fort Point (en) et à l'extrémité de Dorchester Bay. Il est surnommé « Southie » par ses habitants. South Boston est connu pour sa communauté d'origine irlandaise de classe ouvrière mais il est également le foyer de petites mais dynamiques communautés polonaises et lituaniennes de la région de Boston, et ses caractéristiques démographiques sont en train de changer rapidement. South Boston contient Dorchester Heights, où George Washington a forcé les troupes britanniques à évacuer pendant la guerre d'indépendance des États-Unis. En plus d'être le foyer de certains des plus anciens projets de logements aux États-Unis, South Boston a aussi, plus récemment, vu la valeur de ses propriétés rejoindre les plus élevées de la ville.
Une grande procession se tient annuellement lors de la fête de la Saint-Patrick.

## Histoire
Géographiquement, Dorchester Neck était un isthme, une étroite bande de terre qui reliait la partie continentale de Dorchester et Dorchester Heights. Le remblaiement a élargi la jonction à la terre ferme, au point que South Boston n'est plus considéré comme distinct de celle-ci. South Boston a gagné une identité distincte de Dorchester, mais les deux ont été annexées par Boston par morceaux, de 1804 à 1870.
Pendant la guerre d'indépendance américaine, George Washington a placé un canon sur Dorchester Heights, forçant ainsi l'évacuation des troupes britanniques de Boston le 17 mars 1776. Les Britanniques évacuent Boston et Fort William and Mary à Halifax en Nouvelle-Écosse. Fort William and Mary a été remplacé par une fortification en brique appelé Castle William Fort Indépendance. Ce fort a été remplacé par une fortification de granit (portant le même nom) avant la guerre de Sécession, et se trouve toujours sur Castle William comme monument historique national. Edgar Allan Poe a été retenu sur l'ile pendant cinq mois en 1827 et a été inspiré pour écrire La Barrique d'amontillado basée sur un début de légende à Castle Island.
Dans les années 1990, South Boston est devenu le centre d'une affaire de la Cour suprême sur le droit des groupes de gais et de lesbiennes à participer à la parade de la Journée de la Saint Patrick (Jour de l'Évacuation). L'affaire a été tranchée en faveur des commanditaires du défilé lorsque la Cour suprême des États-Unis a appuyé le droit South Boston Allied War Veterans de South Boston de déterminer qui peut participer au défilé de leur fête, défilé annuel de la Saint-Patrick.

## Démographie
Lors du recensement de 2010 la population du quartier s'élevait à 24 577 habitants contre 21 211 lors du recensement de 2000 soit une augmentation de 12,2 %. La population de South Boston est composée majoritairement de Blancs (59,0 %) suivis par les Asiatiques (16,0 %), les Hispaniques (11,5 %) et les Noirs (11,4 %). Le nombre d'habitations est de 13 648 contre 12 000 en 2000 soit une augmentation de 13,7 % avec un taux d'occupation constant passant de 94,6 % à 94,0 %.
Le revenu moyen en 2009 s'élevait à 62 267 dollars, avec les deux tranches extrêmes les plus nombreuses, 15,7 % qui avaient un revenu inférieur à 10 000 dollars et seulement 13,9 % supérieurs à 200 000 dollars .

## Éducation
Le  Boston Public Schools gère les écoles publiques du quartier : South Boston High School (dont Raymond Flynn maire de Boston fut élève), James Condon Elementary School, Joseph P. Tynan School, Michael J. Perkins School, Oliver Hazard Perry School K8 et UP Academy Charter School of Boston.
Dans le quartier, il y a aussi des écoles privées : ''St. Peter Academy, South Boston Catholic Academy , Julie's Family Learning Center et Labouré Center Early Childhood Services.

## Lieux de culte

### Églises catholiques
- Gate of Heaven Parish
- Our Lady of Czestochowa (Polonaise)
- Saint Monica - Saint Augustine
- Saint Peter (Lituanienne)
- Saint Vincent de Paul
- Our Lady of Good Voyage
- Saint Brigid

### Églises Orthodoxes
- St George Cathedral
- Albanian Holy Trinity Church
- St John the Baptist

### Église Baptiste
- South Baptist Church

## Dans la culture populaire
Le film de Martin Scorsese, Les Infiltrés se déroule dans ce quartier. 
Le personnage principal du film Will Hunting de Gus Van Sant, ainsi que sa bande d'amis, sont originaires de Boston Sud.

## Personnalités liées au quartier
- Edward Lawrence Logan (né le 20 janvier 1875 et mort le 6 juillet 1939) est un homme politique américain.
- James Connolly (né le 28 octobre 1865 et décédé le 20 janvier 1957) est un ancien athlète américain. En remportant le concours du triple saut le 6 avril 1896, il est le premier champion olympique depuis la disparition des jeux antiques. Après sa carrière sportive, il devient journaliste et auteur et gagne un Prix Pulitzer.
- Richard James Cushing (24 août 1895 - 2 novembre 1970), prélat de l'Église catholique romaine, archevêque de Boston, deuxième plus grand diocèse aux États-Unis de 1944 au 8 septembre 1970.
- James J. Bulger (né le 3 septembre 1929 à South Boston) est un fugitif et le chef du « Winter Hill Gang », une organisation criminelle irlando-américaine basée à Boston. Il est le frère aîné de William Michael Bulger, ancien président du Sénat du Massachusetts et de l'Université du Massachusetts.
- George Kenneally (en) (12 avril 1902 à South Boston-3 septembre 1968), Defensive lineman au football américain ayant joué en National Football League en particulier aux Bulldogs de Boston.
- Joe Moakley (en) (né le 27 avril 1927-28 mai 2001), membre du sénat du Massachusetts (1953-1961) et de la chambre des représentants du Massachusetts (1973-2001).
- William M. Bulger (en) (né le 2 février 1934 à South Boston), Président du sénat du Massachusetts (1978-1996), président de l'université du Massachusetts (1971-1996) et frère de James J. Bulger.
- Raymond Flynn (né le 22 juillet 1939 à South Boston) 52e maire de Boston |(1984-1993), ambassadeur des États-Unis au Saint-Siège (1993-1997)
- Stephen F. Lynch (né le 31 mars 1955 à South Boston), membre de la Chambre des représentants des États-Unis depuis 2001.
- Brian Noonan (né le 29 mai 1965 est un joueur professionnel de hockey sur glace américain ayant joué 18 ans en Ligue internationale de hockey et Ligue nationale de hockey.

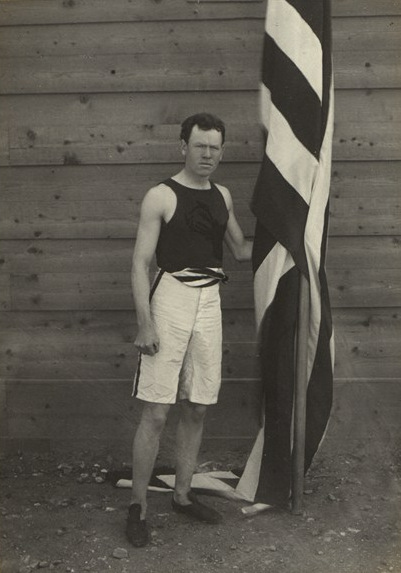
James Connolly
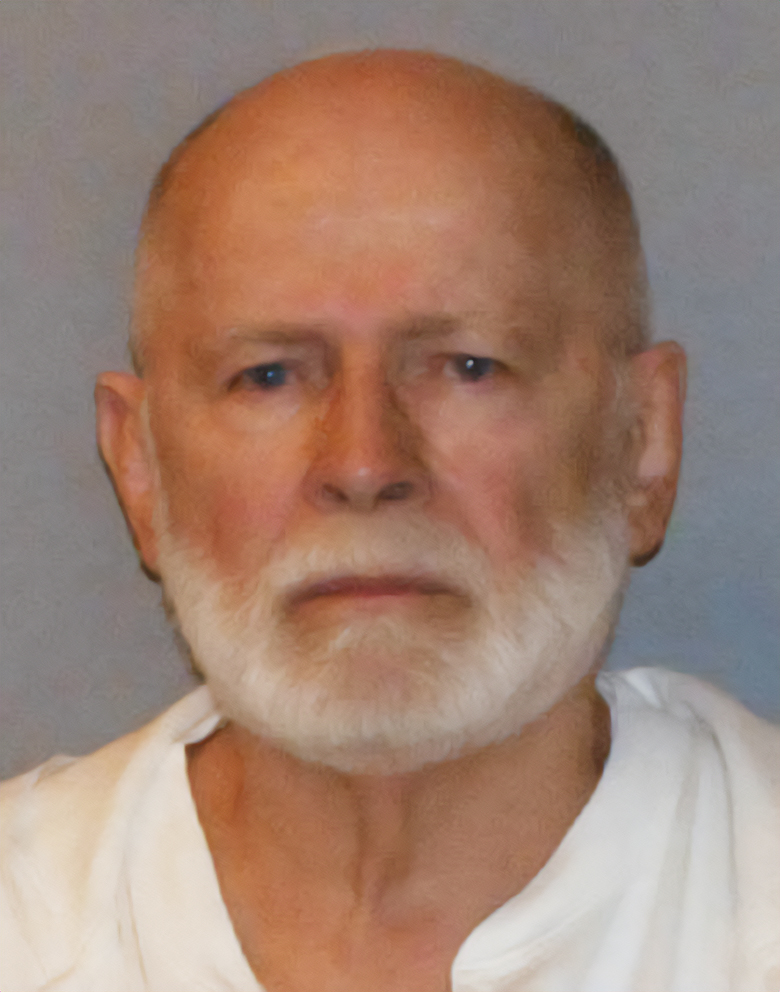
James J. Bulger en 2011
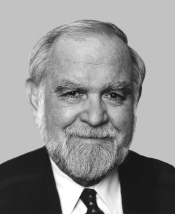
Joe Moakley
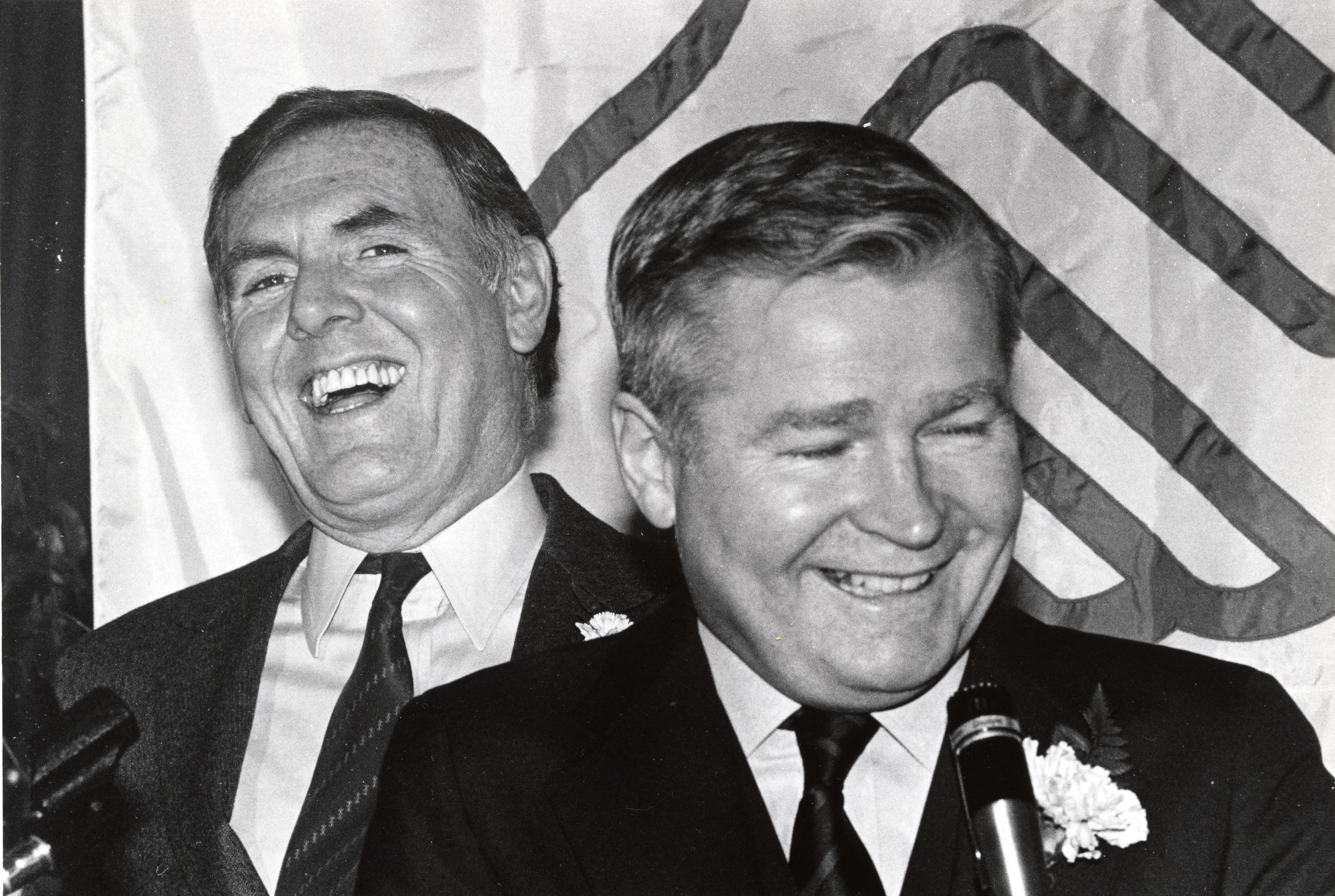
William M. Bulger avec Raymond Flynn maire de Boston (à gauche).
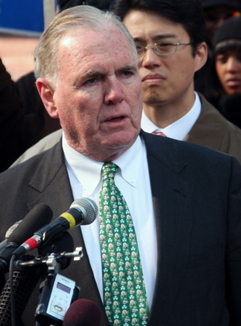
Raymond Flynn en 2009.
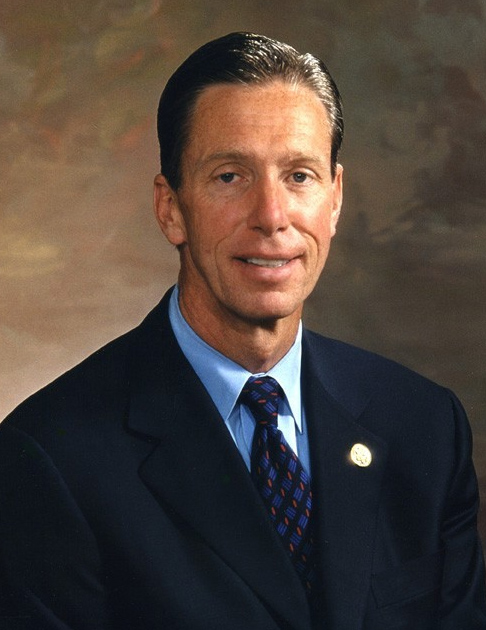
Stephen Lynch.